# Áreas urbanas hiperdegradadas
Áreas urbanas hiperdegradadas es la traducción al español de slums un concepto utilizado por el sociólogo Mike Davis y que surge a partir de un informe elaborado en el 2003 por NU-Hábitat en el texto The Challenge of Slums.  Según Davis, estas zonas surgen a raíz de un crecimiento urbano que se ha dado de manera muy rápida. La gran velocidad con la que se han dado estos cambios en el contexto urbano ha traído como consecuencia la presencia de asentamientos irregulares debido a la falta de planificación, la mayoría de estos lugares en regularmente no cuentan con servicios públicos básicos debido a la naturaleza de su condición (la irregularidad). El término fue utilizado por primera vez por Mike Davis en la traducción de su libro Planeta de Ciudades Miseria.

## Planeta de Ciudades Miseria
En esta obra, el autor hace referencia a la problemática que representa el aumento poblacional desmedido en las ciudades y las consecuencias de este en la calidad de vida de los habitantes.

En cualquier caso, el precio de este nuevo ordenamiento urbano será el aumento de las desigualdades entre ciudades de diferentes tamaños y especializaciones económicas. Los expertos chinos debaten actualmente si el antiguo abismo de ingresos y desarrollo entre la ciudad y el campo esta siendo sustituido por un abismo igualmente profundo entre las ciudades pequeñas especialmente las del interior y las gigantescas megalópolis de la costa, aunque sean ciudades pequeñas las que albergarán a la mayor parte de la población de Asia. Si las megaciudades son las estrellas más brillantes del firmamento urbano, tres cuartas partes del peso del futuro crecimiento de la población mundial recaerá sobre las estrellas de segundo orden, áreas urbanas más pequeñas y apenas visibles; lugares donde según señalan los investigadores de las Naciones Unidas, “hay una planificación escasa o nula para acomodar y proporcionar servicios a toda esa gente”
El acelerado crecimiento y el aumento desmedido de la población son dos de los ejes fundamentales que toma el autor para abordar el inicio de esta problemática y partirá de ahí para analizar otras causas y consecuencias.
En el capítulo el predominio de las áreas urbanas hiperdegradadas, aborda la historia del concepto slums (traducido al español como áreas urbanas hiperdegradadas) desde la perspectiva de diversos autores. El análisis va a abordar perspectivas como la del escritor James Hardy Vaux en 1812 hasta el informe The Challenge of Slums publicado por la ONU en el 2003.
En este análisis el autor explica que la primera definición acerca de los slums los representaba como lugares pintorescos y que posteriormente se fueron concibiendo como zonas marginales en donde las carencias son el eje fundamental de la definición.
>Los autores de The Challenge of Slums no comparten estas visiones victorianas, pero por lo demás mantienen la definición clásica, vivienda pobre o informal, falta de acceso a la sanidad y al agua potable e inseguridad de la propiedad.
Mike Davis va a abordar en este libro este tipo de viviendas y asentamientos urbanos desde una perspectiva global y como una consecuencia directa del capitalismo, analizando desde una perspectiva comparativa aquellos países en donde se da este fenómeno y realizando una descripción detallada de las características dependiendo del lugar de origen.
Uno de los aportes principales del autor es el recorrido histórico que realiza acerca de la evolución del concepto y de sus representaciones a nivel mundial, retomando los debates que se han dado y retomando términos como favela, basti, kampung, gecekondu y bidonville para poder incorporarlos a una categoría más grande.